# .tr
tr. هو امتداد خاص بالعناوين الإلكترونية وهو النطاق الأعلى في ترميز الدولة للمواقع التي تنتمي إلى تركيا، ويدار من قبل جامعة الشرق الأوسط التقنية.
ويضم المستوى الثاني من النطاق:
nc.tr. - هو امتداد خاص بالعناوين الإلكترونية يستخدم للمواقع التي تنتمي إلى جمهورية شمال قبرص التركية.
- .com.tr - يستخدم للأغراض العامة والتجارية.
- .gen.tr - للأغراض العامة.
- .org.tr - للمنظمات.
- .biz.tr
- .info.tr
- .av.tr
- .dr.tr
- .pol.tr
- .bel.tr
- .tsk.tr
- .bbs.tr
- .k12.tr
- .edu.tr - للمواقع التعليمية والجامعات
- .name.tr
- .net.tr
- .gov.tr - للمواقع الحكومية
- .web.tr
- .tel.tr
- .tv.tr

## وصلات خارجية
- METU Computer Center
- Registrar website
- IANA .tr whois information